# Accalathura ochotensis
Accalathura ochotensis är en kräftdjursart som beskrevs av Nunomura 1976. Accalathura ochotensis ingår i släktet Accalathura och familjen Leptanthuridae. Inga underarter finns listade i Catalogue of Life.